# West Point
 For alternative betydninger, se West Point (Nebraska).
The United States Military Academy kendt som West Point eller USMA er et amerikansk militærakademi i et forhenværende fort i byen West Point, som ligger i Orange County på vestbredden af Hudson-floden ca. 35 km nord for New York. 
Akademiet er grundlagt i 1802, dækker et areal på 65 km², ligger tæt ved landsbyen Highland Falls og er uddannelsessted og officersskole for den amerikanske hær. 